# Tummelbau
Der Tummel- oder Würfelbau ist ein altes Abbauverfahren, das insbesondere im Stein- und Braunkohlenbergbau angewendet wurde. Dieses Abbauverfahren hatte ebenso wie der Kuhlenbau nur lokale Bedeutung. Der Name des Verfahrens wird abgeleitet von der unregelmäßigen Arbeitsweise der Kohlengräber, die sich mal hier mal dort „herumtummelten“. In Deutschland wurde das Verfahren bis zur Mitte des 19. Jahrhunderts in einigen Bergrevieren eingesetzt, wenn die Deckgebirgs-Mächtigkeit für eine Gewinnung im Tagebau zu hoch war. Der Tummelbau ist ein unregelmäßiger Örterbau. Er war betriebswirtschaftlich gesehen ein sehr kostengünstiges Abbauverfahren, das jedoch aufgrund seiner hohen Abbauverluste abbautechnisch gesehen sehr unwirtschaftlich war. Zudem war der Tummelbau volkswirtschaftlich gesehen das unwirtschaftlichste Abbauverfahren für Braunkohle.

## Grundlagen
Der Abbau der Mineralien ist bei einigen Lagerstätten recht problematisch. Dies liegt zum Teil daran, dass diese Lager nicht komplett ausgebildet sind, sondern dass die vorhandenen nutzbaren Rohstoffe wie z. B. Braunkohle mit vielen Unterbrechungen abgelagert sind. Kommt dann noch eine Mächtigkeit von mehr als fünf Metern hinzu, lassen sich solche Lagerstätten nicht mehr mit einfachen Tagebauverfahren wie dem Kuhlenbau abbauen. Für solche Lagerstätten eignete sich der Abbau mittels Tummelbau. Hierbei folgt man der Lagerstätte ohne vorherige planmäßige Erschließung.

## Das Verfahren
Zum Aufschluss der Lagerstätte wurden zunächst zwei Schächte bis in das Flöz geteuft. Die Schächte bezeichneten die Bergleute auch als Pfeifen. Die beiden Schächte wurden in einem Abstand von 8,3 bis 10,4 Metern Abstand geteuft. Einer der beiden Schächte diente der Förderung, der andere Schacht war für die Bewetterung des Grubengebäudes vorgesehen. Damit die Schächte eine genügende Standfestigkeit hatten, wurden sie mit einfachem Schachtausbau aus Holz versehen. Die Förderschächte waren für eintrümige, teilweise auch zweitrümige Haspelförderung ausgelegt und hatten eine Teufe zwischen 16 und 60 Metern, die lichte Weite betrug ca. 1,70 m × 0,85 m. Als Fördermaschine wurden kleine Handhaspel eingesetzt. Die beiden Schächte wurden mittels einer Strecke, die die Bergleute als Windgang bezeichneten, verbunden. Es wurde auch Tummelbau mit nur einem Schacht betrieben. Hier war es dann erforderlich, dass zur Bewetterung seitlich ein Stollen in das Flöz aufgefahren wurde. Des Weiteren wurde von einem der Schächte ausgehend eine Hauptstrecke aufgefahren. Diese Strecke wurde bis an die Feldesgrenzen aufgefahren. Sie diente auch zur Bewetterung der Grubenbaue. Die Strecken wurden nur dort, wo es erforderlich war, mit Holzausbau versehen. Um die Kohle im Tummelbau abzubauen, wurden zunächst von dieser Hauptstrecke ausgehend Querörter, sogenannte Splisse, getrieben. Am Ende der Querörter wurde durch kreis- und bogenförmiges Aushauen von Firste und Stößen die Kohle abgebaut. Die so entstehenden wabenförmigen Hohlräume sind die Tummel. Dabei war man bestrebt, den Abbau so zu gestalten, dass das Hangende nicht einbrach. Hierfür ließ man zwischen zwei Tummeln jeweils einen Kohlebein genannten Sicherheitspfeiler von 0,6 bis 2 Meter Stärke stehen. Auch wurde bei gebrächem Deckgebirge in der Firste die sogenannte Anbaukohle stehengelassen. Des Weiteren ließ man auch einen Teil der hereingebrochenen Kohle, insbesondere die kleineren Kohlenstücke, im Tummel liegen. Durch all diese Maßnahmen entstand ein Abbauverlust von 44 bis 64 Prozent. Aufgrund der hohen Abbauverluste war der Tummelbau sehr unwirtschaftlich.
Die Ausdehnung der Felder rings um die Schächte betrug höchstens 84 Meter. Die aufgefahrenen Strecken wurden sehr klein gehalten und hatten in der Regel nur einen Querschnitt von bis zu vier Quadratmetern. Aus Sicherheitsgründen wurde immer erst dann der nächste Tummel in Angriff genommen, wenn der erste ausgekohlt war. Der Abbau erfolgte gewöhnlich nur auf einer Sohle, unmittelbar über dem natürlichen Wasserspiegel. Flöze mit einer Mächtigkeit zwischen 6,2 und 12,5 Metern wurden in einem Durchgang gewonnen, mächtigere Flöze wurden in zwei Durchgängen abgebaut. Bei diesem Zweischeibenabbau wurde die obere Scheibe vorausgebaut. Ein zweimaliger Tummelbau wurde auch dann angewandt, wenn der Wasserstand sehr tief lag. May berichtet über die frühen Abbauverfahren auf dem Planitzer Kohlberg, dass das Tiefe Planitzer Flöz, welches in zwei Bänken anstand, ebenfalls in zwei Durchgängen abgebaut wurde. Zunächst wurde die rund 2 Meter mächtige obere Abteilung abgebaut, wobei man eine vier Finger breite Schicht Kohle an der Firste anbaute (= stehenließ), da das Dach blättrig war. Nach dem Abbau der oberen Abteilung wurde der Schacht bis zum Liegenden der unteren Abteilung tiefergeteuft und diese querschlägig angefahren. Vorteilhaft ist beim Tummelbau der geringe Bedarf an Ausbaumaterial, da die Tummel selbst nicht ausgebaut wurden.

### Der Tummel
Der Tummel hatte eine runde, gewölbeartige Form. Sein Aussehen ähnelte einem nach oben gewölbten Bienenkorb, mit einer auf der Streckensohle stehenden Weitung. Der durchschnittliche Tummeldurchmesser betrug drei Lachter, die Höhe war meistens etwas größer als der Durchmesser. Es gab aber auch Tummel, die einen Durchmesser von 6 ½ Lachtern und eine Höhe von 3 ½ bis 4 ½ Lachtern hatten. Der Übergang von der Strecke zum Tummel wird als Tummelthür bezeichnet. Dieser Übergangsbereich wurde mit einem Türstock gesichert. Die hereingewonnene Kohle blieb als Standfläche für die Hauer zunächst liegen, damit diese an die höheren Punkte des Tummels gelangen konnten. Ab einer gewissen Höhe brauchten nur noch die Stöße bearbeitet werden, da die Braunkohle in der Firste aufgrund ihrer geringen Festigkeit von selbst nachbrach. Ab diesem Zeitpunkt bestand dann Einsturzgefahr für den Tummel und der Bereich musste aus Sicherheitsgründen verlassen werden. Die Tummel stürzten, wenn sie das Deckgebirge der Lagerstätte erreicht hatten, nach einer gewissen Zeit von selbst ein, sie gingen zu Bruch. Je lockerer dabei die Firstenkohle war, desto schneller brach die Kohle an der Firste ein. Dadurch füllte sich der Hohlraum mit den Bruchmassen, häufig entstanden dadurch trichterförmige Einsturzkrater im Deckgebirge. Der Tummelbau wurde stets im Rückbau betrieben, also in Richtung Förderschacht abgebaut. Wenn alle Tummel abgebaut waren, wurden zum Schluss noch, soweit möglich, die Sicherheitspfeiler um den abzuwerfenden Schacht gewonnen.

## Probleme
Insbesondere im Sommer kam es infolge mangelhafter Bewetterung zu einer Wetterstockung, dadurch wurde die Kohle sehr trocken und zersetzte sich. Durch den Zersetzungsvorgang und die dadurch große Wärmeentwicklung kam es öfter zu Gruben- bzw. Flözbränden. Bedingt durch die geringe Mächtigkeit und Tragfähigkeit des Deckgebirges kam es im rheinischen Braunkohlenrevier beim Tummelbau zu mehreren tödlichen Unfällen durch Zubruchgehen des Hangenden. Hierbei wurden die Verunglückten oftmals von den herabfallenden Massen verschüttet und erstickten, weil sie nicht schnell genug befreit werden konnten. Aus diesem Grund wurde vom Oberbergamt zunächst verfügt, dass die untertägigen Eingänge zu den Tummeln, die Tummelthür, mit vier bis fünf dicht nebeneinander stehenden Türstöcken gesichert werden mussten. Des Weiteren kam es selbst bei einem zehn Lachter mächtigen Deckgebirge zu tiefen Tagesbrüchen. Aus diesem Grund mussten übertägig die Bereiche rings um die Tummel mit einem sogenannten Strohwisch gekennzeichnet und mit einer Barriere umgeben werden. Diese Barrieren mussten bestehen bleiben, bis das Hangende des jeweiligen Tummels zu Bruch gegangen war.
Bereits in der ersten Hälfte des 19. Jahrhunderts wurde vom königlichen Oberbergamt der rheinischen Provinzen ein Dekret erlassen, das den Tummelbau innerhalb einer Frist von drei Jahren verboten werden sollte. Trotz der Gefährlichkeit des Tummelbaus wurde er dennoch zunächst nicht gänzlich verboten. So durfte auf Rescript des Finanz-Ministeriums vom 5. Februar 1840 zunächst auf den Gruben, die keine neue Vorrichtung hatten, der Tummelbau weiterbetrieben werden. Dieses galt, bis die Gruben neue Vorrichtungsbaue erstellten. Da der Tummelbau das Leben und die Gesundheit der Bergleute gefährdete und außerdem unwirtschaftlich war, wurde er in der 2. Hälfte des 19. Jahrhunderts untersagt. Dies geschah durch eine Verordnung des königlich preußischen Oberbergamtes zu Bonn vom 9. April 1866, wodurch der Tummelbau mit einer Frist von 3 Jahren untersagt wurde. Für die Anwendung neuer Abbaumethoden sollten die Königlichen Revier-Beamten den Gewerken mit Rat zur Seite stehen. Die Dreijahresfrist wurde aber durch viele Gruben um mehrere Jahre überzogen, so dass selbst in den 1870er Jahren noch Tummelbau betrieben wurde. Dies geschah, obwohl das königliche Oberbergamt für die niederrheinischen Provinzen den Tummelbau bereits Jahre vorher mittlerweile als Raubbau eingestuft hatte.

## Verbreitung
Der Tummelbau wurde hauptsächlich beim Braunkohlenabbau im Rheinischen Braunkohlerevier angewendet, insbesondere auf der rechten Rheinseite am nördlichen Rand des Siebengebirges und im Brühler Revier. Hier wurde er etwa um das Jahr 1765 eingeführt. Auch in den Mitteldeutschen Braunkohlenrevieren war der Tummelbau verbreitet, wurde aber so frühzeitig durch den Pfeilerbruchbau abgelöst, dass das Verfahren beinahe in Vergessenheit geriet. In der Festschrift zum 75-jährigen Bestehen der Riebeckschen Montanwerke wird erwähnt, dass in den 1920er Jahren in der Grube „Vereinigte Ottilie-Kupferhammer“ in Oberröblingen ein alter Tummelbau angefahren wurde. Im Zwickauer Steinkohlenrevier ist der Tummelbau seit 1765 nachweisbar und wurde bis zum Beginn der Industrialisierung angewandt.